# منطقة فالساد
منطقة فالساد (بالإنجليزية: Valsad district)‏ هي قائمة مقاطعات الهند تقع في الهند في غوجارات.

## أعلام
- بيندو
- مورارجي ديساي